# Pływanie na Igrzyskach Śródziemnomorskich 1983
Zawody pływackie na Igrzyskach Śródziemnomorskich 1983 odbyły się we w dniach 3–17 września w Casablance.

## Tabela medalowa
| Poz. | Państwo    |    |    |    | Razem: |
| ---- | ---------- | -- | -- | -- | ------ |
| 1    | Włochy     | 17 | 11 | 8  | 36     |
| 2    | Hiszpania  | 5  | 5  | 5  | 15     |
| 3    | Francja    | 4  | 10 | 4  | 18     |
| 4    | Jugosławia | 2  | 1  | 4  | 7      |
| 5    | Grecja     | 1  | 1  | 6  | 8      |
| 6    | Egipt      | 0  | 1  | 0  | 1      |
| 7    | Turcja     | 0  | 0  | 2  | 2      |
|      | Razem:     | 29 | 29 | 29 | 87     |

## Wyniki

### Mężczyźni
| konkurencja                        | złoto                                                                                  | złoto    | srebro                                                                                       | srebro   | brąz                                                                                      | brąz     |
| ---------------------------------- | -------------------------------------------------------------------------------------- | -------- | -------------------------------------------------------------------------------------------- | -------- | ----------------------------------------------------------------------------------------- | -------- |
| 100 m stylem dowolnym              | Marcello Guarducci · Włochy                                                            | 51,71    | Laurent Neuville · Francja                                                                   | 52,48    | Kemal Sadri Özün · Turcja                                                                 | 53,48    |
| 200 m stylem dowolnym              | Borut Petrič · Jugosławia                                                              | 1:52.98  | Juan Carlos Vallejo · Hiszpania                                                              | 1:53.06  | Darjan Petrič · Jugosławia                                                                | 1:53.26  |
| 400 m stylem dowolnym              | Darjan Petrič · Jugosławia                                                             | 3:54.72  | Marco Dell'Uomo · Włochy                                                                     | 3:56.92  | Borut Petrič · Jugosławia                                                                 | 3:57.66  |
| 1500 m stylem dowolnym             | Rafael Escalas · Hiszpania                                                             | 15:18.89 | Darjan Petrič · Jugosławia                                                                   | 15:28.75 | Juan Enrique Escalas · Hiszpania                                                          | 15:34.16 |
| 100 m stylem grzbietowym           | Claude Jambet · Francja                                                                | 58,88    | Sharif Nour · Egipt                                                                          | 58,95    | Fabrizio Bortolon · Włochy                                                                | 59,77    |
| 200 m stylem grzbietowym           | Paolo Falchini · Włochy                                                                | 2:00.06  | Claude Jambet · Francja                                                                      | 2:08.34  | Ilias Malamas · Grecja                                                                    | 2:09.70  |
| 100 m stylem klasycznym            | Raffaele Avagnano · Włochy                                                             | 1:05.44  | Gustavo Torrijos · Hiszpania                                                                 | 1:05.47  | Piero Tenderini · Włochy                                                                  | 1:05.52  |
| 200 m stylem klasycznym            | Enrique Romero · Hiszpania                                                             | 2:22.07  | Raffaele Avagnano · Włochy                                                                   | 2:24.71  | Cesare Fabbri · Włochy                                                                    | 2:24.94  |
| 100 m stylem motylkowym            | David López-Zubero · Hiszpania                                                         | 55,21    | Marco Tornatore · Włochy                                                                     | 56,50    | Íshan Sabri Özün · Turcja                                                                 | 56,71    |
| 200 m stylem motylkowym            | Harri Garmendia · Hiszpania                                                            | 2:03.09  | Marco Tornatore · Włochy                                                                     | 2:03.22  | Giulio Sartorio · Włochy                                                                  | 2:03.41  |
| 200 m stylem zmiennym              | David López-Zubero · Hiszpania                                                         | 2:06.67  | Maurizio Divano · Włochy                                                                     | 2:07.30  | Borut Petrič · Jugosławia                                                                 | 2:00.01  |
| 400 m stylem zmiennym              | Giovanni Franceschi · Włochy                                                           | 4:27.30  | Maurizio Divano · Włochy                                                                     | 4:28.14  | Rafael Escalas · Hiszpania                                                                | 4:28.31  |
| Sztafeta 4 × 100 m stylem dowolnym | Marcello Guarducci · Andrea Ceccarini · Stefano Corradi · Metello Savino · Włochy      | 3:26.53  | · Francja                                                                                    | 3:28.80  | David López-Zubero · Joaquin Herrero · Ignacio Ibargüen · Juan Carlos Vallejo · Hiszpania | 3:30.76  |
| Sztafeta 4 × 200 m stylem dowolnym | Roberto Bianconi · Marcello Guarducci · Marco Dell'Uomo · Giovanni Franceschi · Włochy | 7:34.48  | David López-Zubero · Juan Enrique Escalas · Rafael Escalas · Juan Carlos Vallejo · Hiszpania | 7:35.46  | · Francja                                                                                 | 7:36.96  |
| Sztafeta 4 × 100 m stylem zmiennym | Fabrizio Bortolon · Piero Tenderini · Marco Tornatore · Marcello Guarducci · Włochy    | 3:50.44  | Ignacio Ibargüen · Gustavo Torrijos · David López-Zubero · Juan Carlos Vallejo · Hiszpania   | 3:52.76  | · Francja                                                                                 | 3:53.81  |

### Kobiety
| konkurencja                        | złoto                                                                                | złoto   | srebro                                                                        | srebro  | brąz                                                                            | brąz    |
| ---------------------------------- | ------------------------------------------------------------------------------------ | ------- | ----------------------------------------------------------------------------- | ------- | ------------------------------------------------------------------------------- | ------- |
| 100 m stylem dowolnym              | Sophie Kamoun · Francja                                                              | 58,00   | Véronique Jardin · Francja                                                    | 58,53   | Sofia Dara · Grecja                                                             | 58,63   |
| 200 m stylem dowolnym              | Laurence Bensimon · Francja                                                          | 2:04.86 | Sophie Kamoun · Francja                                                       | 2:05.07 | Sofia Dara · Grecja                                                             | 2:05.63 |
| 400 m stylem dowolnym              | Sofia Dara · Grecja                                                                  | 4:18.61 | Carla Lasi · Włochy                                                           | 4:19.61 | Laurence Bensimon · Francja                                                     | 4:21.49 |
| 800 m stylem dowolnym              | Carla Lasi · Włochy                                                                  | 8:47.94 | Monica Olmi · Włochy                                                          | 8:50.71 | Sofia Dara · Grecja                                                             | 8:53.83 |
| 100 m stylem grzbietowym           | Manuela Carosi · Włochy                                                              | 1:04.96 | Véronique Jardin · Francja                                                    | 1:05.43 | Ilaria Tocchini · Włochy                                                        | 1:07.05 |
| 200 m stylem grzbietowym           | Manuela Carosi · Włochy                                                              | 2:19.20 | Véronique Jardin · Francja                                                    | 2:20.29 | Martina Giuliani · Włochy                                                       | 2:21.50 |
| 100 m stylem klasycznym            | Sabrina Seminatore · Włochy                                                          | 1:12.35 | Catherine Poirot · Francja                                                    | 1:12.99 | Manuela Dalla Valle · Włochy                                                    | 1:13.68 |
| 200 m stylem klasycznym            | Alessandra Zambruno · Włochy                                                         | 2:38.21 | Simona Brighetti · Włochy                                                     | 2:38.50 | Paraskevi Protopapa · Grecja                                                    | 2:40.03 |
| 100 m stylem motylkowym            | Cinzia Savi Scarponi · Włochy                                                        | 1:02.79 | Ilaria Tocchini · Włochy                                                      | 1:03.60 | Sophie Falandry · Francja                                                       | 1:04.16 |
| 200 m stylem motylkowym            | Cinzia Savi Scarponi · Włochy                                                        | 2:17.97 | Rosanna La Torre · Włochy                                                     | 2:19.50 | Natalia Autric · Hiszpania                                                      | 2:21.18 |
| 200 m stylem zmiennym              | Cinzia Savi Scarponi · Włochy                                                        | 2:18.80 | Paraskevi Protopapa · Grecja                                                  | 2:20.54 | Manuela Dalla Valle · Włochy                                                    | 2:22.97 |
| 400 m stylem zmiennym              | Roberta Felotti · Włochy                                                             | 4:54.72 | Laurence Bensimon · Francja                                                   | 4:55.96 | Paraskevi Protopapa · Grecja                                                    | 4:56.86 |
| Sztafeta 4 × 100 m stylem dowolnym | · Francja                                                                            | 3:53.64 | Natalia Mas · Sabrina Van Steeni · Ingrid Juliá · Menchu Valiente · Hiszpania | 4:02.28 | Najda Pentić · Vesna Šeparović · Edita Grubišić · Vida Kavčić · Jugosławia      | 4:09.92 |
| Sztafeta 4 × 100 m stylem zmiennym | Manuela Carosi · Sabrina Seminatore · Cinzia Savi Scarponi · Grazia Colombo · Włochy | 4:17.99 | · Francja                                                                     | 4:19.79 | Natalia Autric · Henar Alonso Pimentel · Mónica Mateu · Natalia Mas · Hiszpania | 4:29.69 |